# Ernesto Rossi
Ernesto Rossi (ur. 27 marca 1827 w Livorno, zm. 4 czerwca 1896 w Pescarze) – włoski aktor, odtwórca wielu postaci szekspirowskich – Hamleta, Makbeta, Króla Leara, Otella, Koriolana i Romea.
W 1846 przyłączył się do grupy teatralnej Gustavo Modeny, a po jej rozpadzie w 1848 założył własną grupę teatralną. W późniejszym okresie kierował grupą Reale Sarda. W 1855 odbył swoje pierwsze występy zagraniczne wraz z Adelaide Ristori – najpierw w Paryżu, a następnie w Londynie. W 1856 ponownie kierował własną grupą teatralną. W tym samym roku wystawił w Mediolanie Otella i Hamleta. W sztukach Szekspira grywał podczas swoich licznych tournée zagranicznych po Europie i Ameryce Północnej i Południowej.
Rossi występował w Polsce w 1877 i 1878. Jego druga wizyta w Warszawie w 1878 została zobrazowana przez Bolesława Prusa w powieści Lalka.